# Potrójne staccato
Potrójne staccato – technika wykonywania bardzo szybkich powtórzeń dźwięków na instrumentach dętych. Najczęściej stosuje się do wykonywania triol oraz rytmu dwie szesnastki + ósemka.
Podczas grania wymawia się sylaby "ta-ta-ka" lub "ta-ka-ta" lub (z przesuniętym akcentem) "ta-ka-ta, ka-ta-ka", otrzymując trzy dźwięki na cykl (stąd w nazwie: potrójne). Istotnym elementem podczas nauki potrójnego staccata jest równe wykonywanie wszystkich trzech dźwięków tak pod względem długości jak i akcentowania (delikatnie silniejszy akcent może przypadać na pierwszą sylabę każdego cyklu).